# Plimmerton
Plimmerton est une banlieue de Porirua située dans l’Île du Nord de la Nouvelle-Zélande.

## Situation
Banlieue dans la partie nord-ouest de Porirua, la State Highway 1/S H 1 et la ligne de chemin de fer du ligne principale de l’Île du Nord (en) passent juste à l’est de la principale zone de commerce et de résidence de la ville.
La ville de Plimmerton fut créée à la fin du XIXe siècle comme station balnéaire de vacances.
Elle est désservie par la gare du chemin de fer  de Plimmerton (en).

## Toponymie
Elle est dénommée d’après John Plimmer (en), un colon Anglais et un entrepreneur, qui, à travers la compagnie de chemin de fer de Wellington and Manawatu (en), aida à fonder et dirigea directement la construction de la ligne de chemin de fer.
Le nom de Plimmerton fut  utilisé pour la promotion du chemin de fer  et avertir sur la disponibilité des lots de terrains à vendre vers le milieu des années 1880.
Le nom de Plimmerton fut publié au journal officiel (en) comme nom géographique officiel le 3 novembre 2011.
La banlieue amalgama les noms des banlieues précédemment enregistrées de « Plimmerton » et « Karehana Bay ».
Il excluait le village Māori plus important des Ngati Toa nommé Hongoeka (en) vers l'ouest, qui fut publié à la gazette le 16 décembre 2010.

## Histoire
La zone fut d’abord colonisée par les Māori très tôt dans leur occupation de la Nouvelle-Zélande.
Les Ngāi Tara (en) et les Ngāti Ira (en) occupèrent le sud du district de Kapiti Coast, et un certain nombre d'autres tribus vinrent vivre dans cette zone, comprenant les Muaūpoko (en), les Ngāti Apa (en),les Ngāti Kahungunu et les Ngāti Hotu (en) .
Le peuple des Ngāti Toa prit le contrôle de la côte au niveau du secteur de Porirua dans les années 1820 .
En 1840, le secteur où est située la ville de Plimmerton, fut le domicile du chef Te Rauparaha, qui avait sa résidence principale au niveau du Pa de Taupo.
Te Rauparaha fut capturé par 200 hommes de troupes britanniques et par la police le 23 juillet 1846 près de l'extrémité sud de la route de Motuhara Road.
Une petite réserve historique contient le cabbage tree, qui pourrait correspondre à celui auprès duquel on dit qu'il aurait été capturé et où se trouve une plaque.
Sur les quelques années suivantes, le Pa de Taupo fut déserté et les principaux villages des Ngāti Toa au niveau de Porirua devinrent les localités de Takapuwahia et Urukahika .
La zone fut louée par les colons européens sur les décades suivantes pour y installer des fermes.
Cela concernait en particulier : William Cooper, Canington (possiblement Carrington), et ensuite Levi Tandy (vers 1859) .
James Walker tint une ferme à partir de Paremata et vint vers Plimmerton au commencement de 1875 .
Le village fut initialement connu sous le nom de Taupo d'après le nom du Pa local et quand la route de la vallée d’Horokiwi fut ouverte, quelques rares voyageurs suivirent le chemin nommé : Taua Tapu’track passant à travers Taupo en direction de la localité de Pukerua Bay.
En 1880, la compagnie de chemin de fer Wellington and Manawatu (en) décida de construire le chemin de fer à partir de la capitale Wellington vers la localité de Longburn, située près de Palmerston North.
Plusieurs villes, comprenant Plimmerton furent établies le long du trajet, pour encourager la colonisation, qui pouvait ensuite contribuer au succès de la ligne.
John Plimmer (en), d'après qui la ville de Plimmerton fut dénommée, était en fait directeur de la compagnie et favorisa donc ces implantations.
Ainsi la ville de Pauatahanui grandit avec l'expansion de Taupo, jusqu'à ce que la ligne de chemin de fer fut ouverte en 1885 .
La première excursion en train circula de Wellington vers Plimmerton,le 3 septembre 1885, et un service régulier commença à partir du 10 octobre 1885.
Avec l'arrivée du chemin de fer, Plimmerton devint donc accessible aux vacanciers et évolua vers le statut de station balnéaire.
Plimmerton House, un hôtel de 2 étages, fut construit le long de la gare de chemin de fer en 1886 (mais brûla en 1907).
Des lots de terrains commencèrent à être vendus en 1888 et à la fin des années 1890, Plimmerton était devenue une destination populaire pour les vacances.
En 1900, Plimmerton consistait en environ 30 cottages d'été, 2 hôtels privés et un magasin général .

## Gouvernance
La ville de Plimmerton faisait initialement partie du comté de Hutt (en).
Le 1er avril 1973, la zone toujours en croissance, devint une des banlieues les plus au nord de la ville de Porirua, bien que petite, c'était l'une des plus vivantes de ces banlieues.
Pendant une certaine période, elle eut la seule Association active de résidents de la cité.

## Population
Aujourd’hui, environ 2 100 personnes résident dans la banlieue.
La population du secteur de la ville de Plimmerton, (qui comprend le village d’Hongoeka) était de 2 118 habitants lors du recensement de 2013, en augmentation légère par rapport aux 2 058 résidents enregistrés en 2006 et aux 2 052 personnes des comptages de 1996 et de 2001.
La population comprenait 1 056 hommes et 1 059 femmes dans 840 logements.
14,2 % étaient âgés de 65 ans ou plus pour 14,3 % pour l’ensemble de la Nouvelle-Zélande) et 19,7 % étaient âgés de 15 ans ou plus jeunes (pour 20,4 % au niveau de la Nouvelle-Zélande).
Le groupe ethnique le plus important est celui des européens soit 90,7 %, (par rapport aux 74,0 % dans l’ensemble de la Nouvelle-Zélande) et Māori :12,5 %, (comparés aux 14,9 % en Nouvelle-Zélande).
23,1 % des résidents étaient nés outre-mer (NZ 25,2 %), le plus souvent au Royaume-Uni (UK) ou en Irlande.
Les résidents de Plimmerton avaient un niveau d’éducation relativement haut avec 35,6 % des personnes âgées de plus de 15 ans ayant un diplôme de licence ou un degré plus élevé, comparées avec les 20 % pour la Nouvelle-Zélande.
Les revenus annuels médians pour ceux qui étaient âgés de plus de 15 ans était de 44,900 $ (contre 28,500 NZ $ pour l’ensemble du pays).

## Accès
La route nationale1 (Nouvelle-Zélande) ou State Highway 1, au niveau de la ville s’appelle St Andrews Road, et traverse l’agglomération de Plimmerton, tout comme la ligne de chemin de fer de la ligne principale de l’Île du Nord (en).

## Installations
La ville comprend : une zone de magasin de {deux blocs de long, qui longe la gare de Plimmerston (en) et siège sur Steyne Avenue 
La ville comprend 2 églises, un centre médical, des locaux de la Plunket, un magasin d’artisanat, un salon de beauté, un agent immobilier, une épicerie et plusieurs restaurants.
L’école de «Plimmerton School», le jardin d’enfants de Plimmerton ainsi que les courts de tennis sont situés tout près.
Au nord, le long de la voie de chemin de fer, le Domaine de Plimmerton comprend trois terrains de football et abrite l’archerie du Mana Archery Club, la Wellington 29th Boys' Brigade ainsi que la Mana Arts Society.
Derrière se trouvent le Plimmerton Industrial Estate, qui comprend de nombreuses activités commerciales, le Plimmerton Croquet Club et une installation d’entreposage en atmosphère contrôlée pour le New Zealand Film Archive (en) .
L’association de la Mainine Steam railway préservation group a ses importantes installations de restauration des locomotives, localisées au niveau de la gare de Plimmerton.
Au nord de la zone industrielle se trouve le marais de Taupo (en), un terrain marécageux sur lequel pousse du New Zealand flax (en) ou phormium. C’est l’un des plus larges marais de ce type persistant dans la moitié sud de l’Île du Nord.
Le ruisseau nommé Taupo Stream passe au sud à travers le marais, le long du coin est du domaine de Plimmerton, entre Steyne Avenue et St Andrews Road, et ensuite s’écoule en se jetant dans la mer à l’extrémité nord de South Beach.
La bibliothèque de Plimmerton, qui fait partie du réseau des bibliothèques du Porirua City Council's library system, a fermé le 27 juillet 2012 .
Elle avait été ouverte à la fin des années 1940 et fonctionnait dans un bâtiment avec une seule pièce, située près de l’école à partir de novembre 1951 et jusqu’en décembre 2007 .
Elle fut ensuite transférée dans le Pavillon Plimmerton, à l’opposé du bâtiment de la Plimmerton Volunteer Fire Brigade jusqu’à sa fermeture.
Au sud-ouest de la zone commerciale se trouve la Plimmerton Beach, une agréable plage, bien abritée du vent et descendant doucement en dégradé, qui fut une zone de loisir très populaire pendant plus d’un siècle.
Elle était réputée auprès des véliplanchistes et quelques champions du monde se sont entraînés ici, à l’extrémité sud de South Beach.
La qualité de l’eau pour les loisirs au niveau de la plage de Plimmerton Beach est qualifiée de "raisonnable" par le conseil régional du grand Wellington (en), mais la qualité de l’eau de South Beach est qualifiée de "faible", du fait des contaminations fécales périodiques .
Ces contaminations peuvent provenir des marais de Taupo Swamp (via le ruisseau Taupo Stream), qui souvent supporte les larges débordements des eaux de la population .
Une autre plage populaire est celle de baie de Karehana (en), au pied de Airlie Road/Cluny Road, une vallée d’environ 1,5 kilomètre orientée au nord-ouest par rapport aux magasins.

## Littérature
Le poète Denis Glover mentionne  le village  dans un poème nommé ‘Threnody’: "In Plimmerton, in Plimmerton, the little penguins play, and one dead albatross was found at Karehana Bay" .

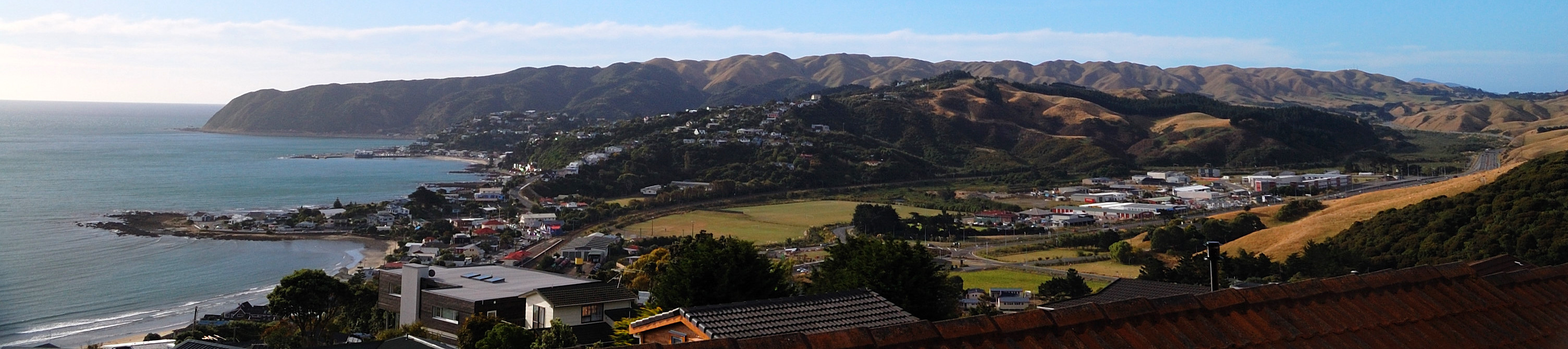
Panorama de Plimmerton à partir de Camborne